# 張鎭弘

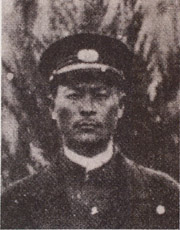
張鎭弘

張 鎭弘（チャン・ジンホン、장진홍、1895年7月27日(旧暦6月6日) - 1930年6月30日(旧暦6月5日)）は韓国の独立運動家で、雅名は滄旅。本貫は仁同張氏。

## 生涯
慶尚北道漆谷郡出身。大日本帝国が大韓帝国の軍隊を解散しながら皇室警護名目で残しておいた朝鮮歩兵隊で服務し、1916年の朝鮮歩兵隊で除隊した後同郷の先輩イ・ネソン（이내성）の紹介で秘密結社光復団に加入して独立運動に参加した。1918年に満州で亡命してからイ・クッピル（이국필）と一緒にロシア地域に移住して独立軍部隊の軍事訓練を試みた事があり、1919年に三・一運動時には、家産を売って全国を放浪し、日本の三・一運動弾圧過程を調査、記録した後アメリカ軍で服務囚人김상철に伝達して翻訳本を配布を頼むなど効果的な独立運動のために努力し、三・一運動以後国内の独立運動が萎縮すると、光復団同志の이내성の紹介で専門家に爆弾製法を学ぶようになったことが朝鮮銀行大邱支店爆弾投擲事件を起こすきっかけになった。爆弾を直接製造することができるようになると、慶尚北道道知事と慶尚北道警察部、朝鮮銀行大邱支店(今のハナ銀行大邱企業金融センター地点)・朝鮮殖産銀行大邱支店などの目標物を決めて単独巨事を計画した。1927年10月16日漆谷の家で爆弾を製造して大邱まで運んだ後、これを贈り物箱で偽装したまま使い走りをさせて朝鮮銀行大邱支店に伝達した。銀行員が気づいて警察を呼びながら外に移しておいた爆弾箱が爆発して警察4人を含む6人が負傷を負い、張鎭弘は無事に逃げた。彼はここでとどまらないで親戚チャン・ヨンヒ（장용희）へ安東市の主要施設を爆破することができるように爆弾を製造して伝達したし、友人キム・サシル（김사실）と一緒に永川郡での挙事のための爆弾も製造した。警察の捜査網が狭まると、日本へ避難し、大阪市の弟宅に身を隠していたが、崔錫鉉などを先に立たせた日本の執拗な追跡で1929年逮捕された。翌年死刑宣告を受け、最終審で死刑が確定後大邱刑務所で自決した。
1962年に建国勲章国民章が追贈された。慶北亀尾市に銅像が建てられている。

## 参考サイト
- 大韓民国国家報勲処, 이 달의 독립 운동가 상세자료 - 장진홍, 1995년